# Gitta Sereny
Gitta Sereny, född 13 mars 1921 i Wien, Österrike, död 14 juni 2012 i Cambridge, Cambridgeshire, var en österrikisk-brittisk journalist, författare och historiker.
Sereny är främst känd för sina skildringar av Nazityskland. Hon intervjuade bland andra Albert Speer (Tysklands rustningsminister under kriget) och Franz Stangl (kommendant i Treblinka) och skrev böcker om dem. Hon skrev även om Mary Bell (som vid 11 års ålder befanns skyldig till att ha mördat två barn) samt de två pojkar som mördade James Bulger.
Efter att ha flytt från Österrike efter nazisternas maktövertagande 1938 arbetade hon med flyktingbarn i Frankrike fram till att detta land invaderades av Tyskland då hon flydde till Storbritannien. Efter andra världskriget arbetade hon återigen med flyktingar för FN i det ockuperade Tyskland, bland annat återbördade hon barn som kidnappats från sina familjer för att de skulle uppfostras som "arier". Detta var ett traumatiskt arbete då barnen ofta inte längre kände igen sina biologiska familjer.
I Storbritannien väckte det harm när det framkom att hon betalat Mary Bell för att hon skulle samarbeta i skrivandet av Fallet Mary Bell. 

## Priser och utmärkelser
- Duff Cooper prize 1995 för Albert Speer och sanningen
- James Tait Black Memorial Prize 1995 för Albert Speer och sanningen (biografikategorin)
- Stig Dagermanpriset 2002
- Kommendör av 2 klass, Brittiska imperieorden 2004